# Отруйні дерева Сунги
«Отруйні дерева Сунги» — науково-фантастичний роман американського письменника Лайона Спрега де Кемпа, дванадцята книга його серії Viagens Interplanetarias і друга в підсерії оповідань про вигадану планету Кукулкан. Вперше він був опублікований у м'якій палітурці видавництвом Del Rey Books у листопаді 1992 року 29 вересня 2011 року виданням Gollancz 's SF Gateway було опубліковано видання електронної книги як частину загального випуску творів де Кемпа в електронній формі.

## Короткий зміст сюжету
Головний герой Кірк Салазар, терранський колоніст другого покоління на планеті Кукулкан, наближається до завершення свого навчання. Щоб стати біологом, йому бракує лише польових досліджень. Цікавлячись еволюційним тлом домінантного місцевого виду, розумних рептилій кукулканів, він зосереджується на споріднених видах тварин, середовищем існування яких є отруйні «веномні дерева» на віддаленому острові Сунга. Щоб дістатися до місця призначення, він приєднується до туристичної групи, яка прямує на острів, серед яких є друзі сім'ї, що хвилюється про свою доньку, яка приєдналася до тамтешньої групи членів терранського культу. Вони виявляють, що вона стала лідером культу, а Салазар опиняється на перехресному вогні боротьби за владу між представниками цього культу та терранським магнатом-лісорубом, який має намір вирубати отруйні дерева. Він може врятуватися сам та зберегти середовище існування своїх суб'єктів дослідження за допомогою неортодоксального використання своїх знахідок, навдивовижу малоймовірного маскування та здорової дози тупого везіння.

## Облаштування планети
Кукулкан, планета зірки Епсилон Ерідана, населена розумними істотами, схожими на динозаврів, які належать до цивілізації, набагато старшої за земну. Через притаманний тубільцям консерватизм, особливості навколишнього середовища, дефіцит викопного палива, технології на планеті не просунулася далі холодної зброї та парових транспортних засобів. Кукулканці, або «куки», як їх називають террани, чесні, відкриті особистості. Террани отримали землю для колонії за договором, і колоністи, які складаються переважно з нащадків північноамериканських, російських і китайських поселенців, проживають на планеті в дещо непростих відносинах з тубільцями. Культурний рівень аборигенної раси зберігає історії Кукулкана в жанрі «Планетарної романтики», хоча нелюдоподібні мешканці є незвичайною особливістю.

## Неопубліковане продовження
У листі, опублікованому в REHupa 113, 22.11.1991 року, коли «Отруйні дерева Сунги» ще не було опубліковано, де Кемп писав, що він уже «бореться над третім романом про Кукулькан». Роман, про який йде мова, не було опубліковано і, можливо, ніколи не було завершено.

## Розміщення в серіїViagens
Viagens Interplanetarias фактично ніколи не згадується в романі. Крім того, ці романи зображують Америку, Росію та Китай як постачальників більшості терранських поселенців Кукулькана; жодного бразильця не з'являється в романах. Нарешті, назва планети Кукулькан порушує номенклатуру, раніше встановлену для планетної системи Епсилон Ерідана у вступі та заголовку історії «Творці континентів та інші оповідання Віагенів», згідно з якою планети отримали свої назви від скандинавських богів, таких як Тор, а не боги мая, як Кукулькан. Перші два питання можна пояснити. Оскільки дії в романах відбуваються виключно на планеті, а добре облаштовані поселення Кукулькана не залежать від позасистемної підтримки, Віагенам не потрібно грати певної ролі. Етнічний склад поселень, імовірно, є наслідком загальновідомої тенденції занедбаних економік, а не успішних, щоб постачати емігрантів. Проблему номенклатури найкраще спростувати. Попри всі подібні проблеми, явне посилання на ключову планету Viagens Крішна в The Venom Trees of Sunga остаточно поміщає Кукулкана у всесвіт Viagens.

## Рецензії
Роланд Дж. Грін, який писав для Chicago Sun-Times, назвав книгу «легкою, але не пухнастою… дотепною та жвавою, з кількома дослідженнями світогляду Нью-Ейдж».
Роман також рецензував Скотт Віннетт у Locus № 383 за грудень 1992 року, і Дон Д'Аммасса в науково-фантастичній хроніці № 159 за лютий 1993 року.